# 昭懷皇后
昭懷皇后（1079年—1113年），名不详，宋哲宗第二任皇后。父刘安成，庶出。獻愍太子、揚國公主生母。史稱“明豔冠后庭，多才多艺”。

## 生平
劉氏初为宫女，人长得美丽，明艳堪称后宫第一，多才多藝，能够讨向太后和朱太妃的欢心。從平昌郡君晉升到美人，后封為婕妤。
但是一开始十二岁的刘氏与十四岁的宋哲宗闹出了“乳母案”丑闻，“绍圣六年，中书舍人任申先述其父伯雨言蔡卞疏，乃谓当时禁中为高族雇乳母。又云蹇序辰言。章惇谓序辰曰：哲宗绍圣初语惇云：元祐初，朕每夜只在宣仁寝处前合中寝处，宫嫔在左右者凡二十人，皆年长者。一日觉十人非寻常所用者，移时，又十人至，十人还，复易十人去。其去而还者，皆色惨沮，若尝涕泣者。朕甚骇，不敢问。后乃知因刘安世等章疏，宣仁诘之刘安世言行录云：宣仁因安世上疏，始穷诘其事，乃知雇乳母者为刘氏也。宣仁怒而挞之，由是刘深怨望安世。其后专宠，孟后幽废，正位中闱，是为昭怀皇后。”因此这时刘氏应该生下了一位公主，但是《宋史》并未记载，可能是夭折或是流产。由于被言官告到了宣仁太后面前，因此刘氏在宣仁太后活着的时候始终没有名分，宣仁太后去世之后才获封平昌郡君。
当时孟皇后位居中宫，劉婕妤依仗宋哲宗的寵愛，日益變得驕橫放肆，渐渐不把孟皇后放在眼里，常公開挑釁孟皇后。郝隨、劉友端、梁從政、蘇珪、章惇等臣子皆與劉婕妤同党，刘婕妤心地恶毒，她一心想爬到皇后的位置上去，便誣陷孟皇后以道符詛咒皇帝，又以養母燕氏、尼姑法端等人設壇，名為孟皇后祈福，實將禍患轉至皇帝身上，劉婕妤的近臣乘機便把孟皇后宮中三十多名宦官、宮女拘禁，以重刑逼供；绍圣三年（1096年），孟皇后被废。绍圣四年（1097年），劉婕妤又生下女儿揚國公主，获封為賢妃。
元符二年（1099年）八月，劉賢妃生下了哲宗唯一的儿子趙茂，哲宗命礼官备仪，封劉賢妃为皇后。谏官右正言邹浩上疏极谏卻被流放。但奸诈投机的刘皇后并没有好结果，元符二年（1099年）九月二十五日，她的皇后才当了一个月，独子赵茂就夭折了，只活了兩個月。刘皇后悲不自胜，宋哲宗十分悲伤，辍朝三日。四天之后，在元符二年（1099年）九月二十九日，刘皇后的小女儿揚國公主也暴病死去，劉皇后傷心欲絕，宋哲宗又辍朝三天，之後哲宗也生了病，卧床不起。第二年（1100年）正月，宋哲宗病逝，只有二十五岁。
宋哲宗的異母弟弟宋徽宗趙佶即帝位，尊嫂嫂劉皇后為元符皇后。嫡母向太后授意宋徽宗將被廢的孟皇后也接回來，尊為元佑皇后，地位在劉皇后之上。劉皇后非常憤怒，勾结蔡京，上表宋徽宗，指控孟皇后被廢是罪證確鑿，要求再廢去孟皇后。
建中靖国元年（1101年），向太后去世，宋徽宗再次廢黜了孟皇后。崇宁二年（1103年）二月初五，宋徽宗破例尊皇嫂元符皇后為崇恩宫皇太后。然而劉太后仍不安分，权力慾望极重，野心勃勃，频繁干涉朝政，并在宋徽宗生病時企圖垂簾聽政，掌控朝政大权，激起群臣不满，而她在宋哲宗死後，行为不谨。政和三年（1113年）二月，宋徽宗打算废黜刘太后，与宰相辅臣商议后，安排婢仆们对她恐吓辱骂，致使她用帘钩自缢而死，年三十五。閏四月，謚號昭懷皇后。

## 争议
刘氏因为孟皇后巫蛊案得以升至皇后。《宋史》的记载方式令后人感觉孟皇后没有行巫蛊，是被刘氏诬害，宫人口供也是被梁从政屈打成招的。但《续资治通鉴长编拾补》却有整段关于孟皇后及亲属行巫蛊的细节，不过最后都证明是诬陷。

## 家族
- 曾祖：劉泳，累贈太子少保、太保
- 曾祖母：耿氏，追封福國、徐國太夫人
- 祖：劉志，累贈太子少傅、太傅
- 祖母：時氏，追封吉國、梁國太夫人
- 父：劉安成，累贈太子太師、太尉
- 嫡母：時氏，追封永國、鄆國太夫人
- 生母：王氏，追封康國、鄆國太夫人

## 逸事
宋徽宗宠妃刘安妃（追赠明節皇后）原先是昭怀皇后的婢女。
《宋史·后妃传》: 冬至日，会朝钦圣太后于隆佑宫，后御坐未髹金饰，宫中之制，惟后得之。婕好在他坐，有愠色，从者为易坐，制与后等。众弗能平，因传唱曰："皇太后出！"后起立，刘亦起，寻各复其所，或已撤婕妤坐，遂仆于地。

## 延伸阅读
[在维基数据编辑]
 《宋史·卷243》，出自脱脱《宋史》